# Circonscriptions écossaises de Westminster de 1974 à 1983
Les résultats du deuxième examen périodique, conclu en 1969, et d'un examen intermédiaire ultérieur, conclu en 1972, de la Commission de délimitation de l'Écosse, sont entrés en vigueur pour les élections générales de février 1974 de la Chambre des communes du Parlement du Royaume-Uni (Westminster). Les examens ont défini 29 circonscriptions de burgh (BC) et 42 circonscriptions de comté (CC), chacune élisant un Membre du Parlement (MP) selon le système d'élection uninominal à un tour. Par conséquent, l'Écosse avait 71 sièges parlementaires.
Chaque circonscription était entièrement à l'intérieur d'un comté ou d'un groupement de deux ou trois comtés, ou l'était si les villes d'Aberdeen, Dundee, Édimbourg et Glasgow sont considérées comme appartenant, respectivement, au comté d'Aberdeen, au comté d'Angus, au comté de Midlothian et le comté de Lanark.
Les limites de février 1974 ont également été utilisées lors des élections générales d'octobre 1974 et 1979.
En 1975, les comtés écossais ont été abolis en vertu du Local Government (Scotland) Act 1973. Le troisième examen périodique a pris en compte les nouvelles limites des collectivités locales, qui définissaient des régions et des districts à deux niveaux et des zones de conseil des îles unitaires, et les résultats de l'examen ont été mis en œuvre pour les élections générales de 1983.

## Limites
| Comté ou comtés                                   | Circonscription ou circonscriptions   | Contenu de la circonscription | Couverture régional ou insulaire |
| ------------------------------------------------- | ------------------------------------- | --- | --- |
| Aberdeen including City d'Aberdeen                | Aberdeen North BC                     | Mastrick, Northfield, St Clement's, St Machar, St Nicholas, et Woodside wards de la city | Partie de la région de Grampian (partie du district de la City d'Aberdeen) |
| Aberdeen including City d'Aberdeen                | Aberdeen South BC                     | Ferryhill, Holburn, Rosemount, Rubislaw, Ruthrieston, et Torry wards de la city | Partie de la région de Grampian (partie du district de la City d'Aberdeen) |
| Aberdeen including City d'Aberdeen                | East Aberdeenshire CC                 | Districts de Deer, Ellon et Turriff du comté Burghs de Ellon, Fraserburgh, Peterhead, Rosehearty, et Turriff Limite globale de 1955 à 1974 | Partie de la région de Grampian (quatre cinquièmes de Banff and Buchan et un cinquième des districts de Gordon) |
| Aberdeen including City d'Aberdeen                | West Aberdeenshire CC                 | Aberdeen, Alford, Deeside, Garioch, et Huntly districts du comté Burghs de Ballater, Huntly, Inverurie, Kintore, et Oldmeldrum | Partie de la région de Grampian (partie de Gordon, partie de la City d'Aberdeen et partie des districts de Kincardine and Deeside) |
| Angus, y compris la City de Dundee, et Kincardine | Dundee East BC                        | Broughty Ferry, Caird, Craigie, Douglas, Harbour, et Hilltown wards de la city Limite globale de 1950 à 1974 | Partie de la région de Tayside (partie du district de la City de Dundee) |
| Angus, y compris la City de Dundee, et Kincardine | Dundee West BC                        | Balgay, Camperdown, Downfield, Law, Lochee, et Riverside wards de la city | Partie de la région de Tayside (partie du district de la City de Dundee) |
| Angus, y compris la City de Dundee, et Kincardine | North Angus and Mearns CC             | Comté de Kincardine Districts de Brechin and Montrose du comté d'Angus Burghs de Brechin et Montrose dans le comté d'Angus | Partie de la région de Tayside (partie du district d'Angus) et partie de la région de Grampian (partie de Kincardine and Deeside et partie des districts de la City d'Aberdeen)                                                                            |
| Angus, y compris la City de Dundee, et Kincardine | South Angus CC                        | Districts de Carnoustie, Forfar, Kirriemuir et Monifieth du comté d'Angus Burghs de Arbroath, Carnoustie, Forfar, Kirriemuir, et Monifieth in county of Angus | Partie de la région de Tayside (partie d'Angus, partie de la City de Dundee et petite partie des districts de Perth and Kinross) |
| Argyll                                            | Argyll CC                             | Comté d'Argyll Limite globale de 1918 à 1974 | Partie de la région des Highland (un cinquième du district de Lochaber) et partie de la région de Strathclyde (partie du district d'Argyll and Bute) |
| Ayr and Bute                                      | Ayr CC                                | Partie du district d'Ayr Burghs d'Ayr et Prestwick dans le comté d'Ayr Limite globale de 1950 à 1974 | Partie de la région de Strathclyde (partie du district de Kyle and Carrick) |
| Ayr and Bute                                      | Bute and North Ayrshire CC            | Comté de Bute West Kilbride district du comté d' Ayr Burghs d'Ardrossan, Largs, Saltcoats et Stevenston dans le comté d' Ayr Limite globale de 1955 à 1974 | Partie de la région de Strathclyde (partie d'Argyll and Bute et partie des districts de Cunninghame) |
| Ayr and Bute                                      | Central Ayrshire CC                   | Districts d'Irvine et de Kilbirnie et une partie du district d'Ayr du comté d'Ayr Burghs d'Irvine, Kilwinning, et Troon dans le comté d'Ayr | Partie de la région de Strathclyde (partie de Cunninghame et partie des districts de Kyle and Carrick) |
| Ayr and Bute                                      | Kilmarnock CC                         | District de Kilmarnock du comté d'Ayr Burghs de Darvel, Galston, Kilmarnock, Newmilns and Greenholm, et Stewarton dans le comté d'Ayr | Partie de la région de Strathclyde (district de Kilmarnock and Loudoun) |
| Ayr and Bute                                      | South Ayrshire CC                     | Districts de Cumnock, Dalmellington, Girvan et Maybole du comté d'Ayr Burghs de Cumnock and Holmhead, Girvan, et Maybole dans le comté d'Ayr Modification mineure des limites générales de 1950 à 1974 | Partie de la région de Strathclyde (Cumnock and Doon Valley une partie des districts de Kyle and Carrick) |
| Banff                                             | Banffshire CC                         | Comté de Banff Limite globale de 1918 à 1974 | Partie de la région de Grampian (partie de Moray et partie des districts de Banff and Buchan) |
| Berwick and East Lothian                          | Berwick and East Lothian CC           | Comtés de Berwick and East Lothian Limite globale comme Berwick and Haddington CC 1918 à 1950 et Berwick and East Lothian 1950 à 1974 | Une partie de la région des Borders (une partie des districts d'Ettrick and Lauderdale et une très petite partie des districts de Roxburgh) et une partie de la région de Lothian (une partie du district d'East Lothian)                                  |
| Caithness and Sutherland                          | Caithness and Sutherland CC           | Comtés de Caithness and Sutherland Limite globale de 1918 à 1974 | Partie de la région des Highland (district de Caithness et presque tout le district de Sutherland) |
| Dumfries                                          | Dumfriesshire CC                      | Comté de Dumfries Limite globale de 1950 à 1974 | Partie de la région de Dumfries and Galloway (district d'Annandale and Eskdale et presque tout le district de Nithsdale) |
| Dunbarton                                         | Central Dunbartonshire CC             | Old Kilpatrick district Burghs de Clydebank et Milngavie | Une partie de la région de Strathclyde (partie de Bearsden and Milngavie, une partie de Clydebank et une partie des districts de Dumbarton) |
| Dunbarton                                         | East Dunbartonshire CC                | Kirkintilloch and Cumbernauld district Burghs de Bearsden, Cumbernauld, et Kirkintilloch | Partie de la région de Strathclyde (partie de Bearsden and Milngavie, partie de Cumbernauld and Kilsyth et partie des districts de Strathkelvin) |
| Dunbarton                                         | West Dunbartonshire CC                | Helensburgh and Vale of Leven districts Burghs de Cove and Kilcreggan, Dumbarton, et Helensburgh | Partie de la région de Strathclyde (partie du district de Dumbarton) |
| Fife                                              | Central Fife CC                       | Districts de Glenrothes et Lochgelly et partie du district de Kirkcaldy Burghs de Cowdenbeath, Leslie, Lochgelly, et Markinch | Partie de la région de Fife (partie de Dunfermline et partie des districts de Kirkcaldy) |
| Fife                                              | Dunfermline CC                        | Dunfermline district Burghs de Culross, Dunfermline, et Inverkeithing | Partie de la région de Fife (partie du district de Dunfermline) |
| Fife                                              | East Fife CC                          | Districts de Cupar et de St Andrews et une partie du district de Wemyss Burghs de Auchtermuchty, Crail, Elie and Earlsferry, Falkland, Kilrenny, Anstruther Easter and Anstruther Wester, Ladybank, Leven, Newburgh, Newport-on-Tay, Pittenweem, St Andrews, St Monance, et Tayport                                    | Partie de la région de Fife (district de North East Fife et partie du district de Kirkcaldy) |
| Fife                                              | Kirkcaldy CC                          | Partie de Kirkcaldy et une partie des districts de Wemyss Burghs de Buckhaven and Methil, Burntisland, Kinghorn, et Kirkcaldy | Partie de la région de Fife (partie de Kirkcaldy et très petite partie des districts de Dunfermline) |
| Inverness and Ross and Cromarty                   | Inverness CC                          | Comté d'Inverness sauf les districts des Hébrides extérieures (Barra, Harris, North Uist et South Uist) Limite globale de 1918 à 1974 | Partie de la région des Highland (district d'Inverness et quatre cinquièmes de Lochaber et trois quarts des districts de Badenoch and Strathspey) |
| Inverness and Ross and Cromarty                   | Ross and Cromarty CC                  | Comté de Ross and Cromarty sauf les districts des Hébrides extérieures (Lewis) et le burgh (Stornoway) Limite globale de 1918 à 1974 | Partie de la région des Highland (district de Ross and Cromarty et un cinquième de Skye and Lochalsh et une très petite partie des districts de Sutherland)                                                                                                |
| Inverness and Ross and Cromarty                   | Western Isles CC                      | Districts des Hébrides extérieures (Barra, Harris, North Uist, et South Uist) du comté d'Inverness District des Hébrides extérieures (Harris) du comté de Ross and Cromarty burgh des Hébrides extérieures de Stornoway dans le comté de Ross and Cromarty Limite globale de 1918 à 1974                               | Région des Western Isles |
| Kirkcudbright and Wigtown                         | Galloway CC                           | Comtés de Kirkcudbright and Wigtown Limite globale de 1950 à 1974 | Partie de la région de Dumfries and Galloway (districts de Stewartry et Wigtown et petite partie du district de Nithsdale) |
| Lanark, y compris City de Glasgow                 | Coatbridge and Airdrie BC             | Burghs de Coatbridge et Airdrie | Partie de la région de Strathclyde (partie du district de Monklands) |
| Lanark, y compris City de Glasgow                 | Glasgow Cathcart BC                   | Cathcart ward et partie du Langside ward de la city | Partie de la région de Strathclyde (partie du district de la City de Glasgow) |
| Lanark, y compris City de Glasgow                 | Glasgow Central BC                    | Carlton, Dalmarnock, Exchange, et Townhead wards de la city | Partie de la région de Strathclyde (partie du district de la City de Glasgow) |
| Lanark, y compris City de Glasgow                 | Glasgow Craigton BC                   | Craigton ward et partie du Pollokshields ward de la city | Partie de la région de Strathclyde (partie du district de la City de Glasgow) |
| Lanark, y compris City de Glasgow                 | Glasgow Garscadden BC                 | Kightwood and Yoker wards de la city | Partie de la région de Strathclyde (partie du district de la City de Glasgow) |
| Lanark, y compris City de Glasgow                 | Glasgow Govan BC                      | Fairfield, Govan, Kingston, et Kinning Park wards de la city | Partie de la région de Strathclyde (partie du district de la City de Glasgow) |
| Lanark, y compris City de Glasgow                 | Glasgow Hillhead BC                   | Kelvinside, Partick West, et Whiteinch wards de la city | Partie de la région de Strathclyde (partie du district de la City de Glasgow) |
| Lanark, y compris City de Glasgow                 | Glasgow Kelvingrove BC                | Anderston, North Kelvin, Park, Partick East, et Woodside wards de la city | Partie de la région de Strathclyde (partie du district de la City de Glasgow) |
| Lanark, y compris City de Glasgow                 | Glasgow Maryhill BC                   | Cowcaddens, Maryhill, et Ruchill wards de la city | Partie de la région de Strathclyde (partie du district de la City de Glasgow) |
| Lanark, y compris City de Glasgow                 | Glasgow Pollok BC                     | Camphill and Pollokshaws wards et partie du Pollokshields ward de la city Limite globale de 1955 à 1974 | Partie de la région de Strathclyde (partie du district de la City de Glasgow) |
| Lanark, y compris City de Glasgow                 | Glasgow Provan BC                     | Provan ward et partie du Shettleston and Tollcross ward de la city | Partie de la région de Strathclyde (partie du district de la City de Glasgow) |
| Lanark, y compris City de Glasgow                 | Glasgow Queen's Park BC               | Gorbals, Govanhill, et Hutchesontown wards et partie du Langside ward de la city | Partie de la région de Strathclyde (partie du district de la City de Glasgow) |
| Lanark, y compris City de Glasgow                 | Glasgow Shettleston BC                | Mile-End and Parkhead wards et partie du Shettleston and Tollcross ward de la city | Partie de la région de Strathclyde (partie du district de la City de Glasgow) |
| Lanark, y compris City de Glasgow                 | Glasgow Springburn BC                 | Cowlairs, Dennistoun, et Springburn wards de la city | Partie de la région de Strathclyde (partie du district de la City de Glasgow) |
| Lanark, y compris City de Glasgow                 | Motherwell and Wishaw BC              | Burgh de Motherwell et Wishaw | Partie de la région de Strathclyde (partie du district de Motherwell) |
| Lanark, y compris City de Glasgow                 | Bothwell CC                           | Une partie du sixième et une partie du neuvième districts | Partie de la région de Strathclyde (partie de la City de Glasgow, partie de Hamilton, partie de Monklands et partie des districts de Motherwell) |
| Lanark, y compris City de Glasgow                 | East Kilbride CC                      | Partie du quatrième et partie du huitième district Burgh de East Kilbride | Partie de la région de Strathclyde (partie d'East Kilbride et partie des districts de Hamilton) |
| Lanark, y compris City de Glasgow                 | Hamilton CC                           | Partie du quatrième district Burgh de Hamilton | Partie de la région de Strathclyde (partie du district de Hamilton) |
| Lanark, y compris City de Glasgow                 | Lanark CC                             | Premier, deuxième et troisième districts et une partie du quatrième et une partie du septième districts Burghs de Biggar et Lanark | Partie de la région de Strathclyde (partie de Clydesdale, partie d'East Kilbride et partie des districts de Motherwell) |
| Lanark, y compris City de Glasgow                 | North Lanarkshire CC                  | Une partie du sixième, une partie du septième et une partie du neuvième district Burgh de Bishopbriggs | Partie de la région de Strathclyde (partie de Motherwell, partie de Monklands et partie des districts de Strathkelvin) |
| Lanark, y compris City de Glasgow                 | Rutherglen CC                         | Partie du huitième et partie du neuvième districts Burgh de Rutherglen | Partie de la région de Strathclyde (partie de la City of Glasgow et partie des districts d'East Kilbride) |
| Midlothian, y compris la City d'Edinburgh         | Edinburgh Central BC                  | George Square, Gorgie-Dalry, Holyrood, et St Giles wards et une partie du Merchiston ward de la city | Partie de la région de Lothian (partie du district de la City d'Édimbourg) |
| Midlothian, y compris la City d'Edinburgh         | Edinburgh East BC                     | Craigentinny, Craigmillar, et Portobello wards de la city Burgh de Musselburgh | Partie de la région de Lothian (partie de la City d'Édimbourg) et partie des districts d'East Lothian) |
| Midlothian, y compris la City d'Edinburgh         | Edinburgh Leith BC                    | Central Leith, South Leith, et West Leith wards et une partie du Pilton ward de la city | Partie de la région de Lothian (partie du district de la City d'Édimbourg) |
| Midlothian, y compris la City d'Edinburgh         | Edinburgh North BC                    | Broughton, Carlton, St Andrew's, et St Bernard's wards de la city | Partie de la région de Lothian (partie du district de la City d'Édimbourg) |
| Midlothian, y compris la City d'Edinburgh         | Edinburgh Pentlands BC                | Colinton and Sighthill wards et une partie du Merchiston ward de la city | Partie de la région de Lothian (partie du district de la City d'Édimbourg) |
| Midlothian, y compris la City d'Edinburgh         | Edinburgh South BC                    | Liberton, Morningside, et Newington wards de la city Modification mineure des limites générales de 1964 à 1974 | Partie de la région de Lothian(partie du district de la City d'Édimbourg) |
| Midlothian, y compris la City d'Edinburgh         | Edinburgh West BC                     | Corstorphine and Murrayfield-Cramond wards et partie du Pilton ward de la city | Partie de la région de Lothian (partie du district de la City d'Édimbourg) |
| Midlothian, y compris la City d'Edinburgh         | Midlothian CC                         | Comté de Midlothian sauf city d'Édimbourg et burgh de Musselburgh | Partie de la région de Lothian (district de Midlothian et une partie de la City d'Édimbourg, une partie d'East Lothian et une partie des districts de West Lothian) et Partie de la région de Borders (petite partie du district d'Ettrick and Lauderdale) |
| Moray and Nairn                                   | Moray and Nairn CC                    | Comtés de Moray and Nairn Limite globale de 1918 à 1974 | Partie de la région de Grampian (district de Moray) et Partie de la région des Highland (district de Nairn et un quart des districts de Badenoch and Strathspey)                                                                                           |
| Orkney and Shetland                               | Orkney and Zetland CC                 | Comtés des Orkney and Shetland Limite globale de 1950 à 1974 | Régions des Orkney and Shetland |
| Peebles, Roxburgh and Selkirk                     | Roxburgh, Selkirk and Peebles CC      | Comtés de Peebles, Roxburgh et Selkirk Limite globale de 1918 à 1974 | Partie de la région de Borders (presque tout Roxburgh et plus des quatre cinquièmes des districts d'Ettrick and Lauderdale) |
| Perth and Kinross                                 | Kinross and West Perthshire CC        | Comté de Kinross Central, Highland, et Western districts du comté de Perth Burghs de Aberfeldy, Auchterarder, Callander, Crieff, Doune, Dunblane, et Pitlochry dans le comté de Perth Modification mineure des limites générales de Kinross and Western Perthshire 1918 à 1950 et Perth et West Perthshire 1950 à 1974 | Information manquante |
| Perth and Kinross                                 | Perth and East Perthshire CC          | Districts de Eastern and Perth du comté de Perth Burghs de Abernethy, Alyth, Blairgowrie and Rattray, Coupar Angus, et Perth dans le comté de Perth Modification mineure de la limite générale de Perth de 1918 à 1950 et de Perth et East Perthshire de 1950 à 1974                                                   | Information manquante |
| Renfrew                                           | Greenock and Port Glasgow BC          | Burghs de Greenock et Port Glasgow | Partie de la région de Strathclyde (partie du district d'Inverclyde) |
| Renfrew                                           | Paisley BC                            | Burgh de Paisley | Partie de la région de Strathclyde (partie du district de Renfrew) |
| Renfrew                                           | East Renfrewshire CC                  | Premier et deuxième districts Burgh de Barrhead | Partie de la région de Strathclyde (district d'Eastwood et partie du district de Renfrew) |
| Renfrew                                           | West Renfrewshire CC                  | Troisième, quatrième et cinquième districts Burghs de Gourock, Johnstone, et Renfrew | Partie de la région de Strathclyde (partie d'Inverclyde et partie des districts de Renfrew) |
| Stirling and Clackmannan                          | Stirling, Falkirk and Grangemouth BC  | Burghs de Falkirk, Grangemouth, et Stirling dans le comté de Stirling | Partie de la région Central (partie de Falkirk et partie des districts de Stirling) |
| Stirling and Clackmannan                          | Clackmannan and East Stirlingshire CC | Comté de Clackmannan Districts Est numéro un, Est numéro deux et Est numéro trois du comté de Stirling Modification mineure des limites générales de 1950 à 1974 | Une partie de la région Central (presque tout Clackmannan et une partie des districts de Falkirk) |
| Stirling and Clackmannan                          | West Stirlingshire CC                 | Central Number One, Central Number Two, Western Number One, Western Number Two et Western Number Three districts du comté de Stirling Burghs de Bridge of Allan, Denny and Dunipace, et Kilsyth dans le comté de Stirling                                                                                              | Partie de la région Central (partie de Stirling et partie des districts de Falkirk) et partie de la région de Strathclyde (partie de Bearsden and Milngavie, partie de Cumbernauld and Kilsyth et partie des districts de Strathkelvin)                    |
| West Lothian                                      | West Lothian CC                       | Comté de West Lothian Limite globale comme Linlithgow 1918 à 1950 et West Lothian 1950 à 1974 | Une partie de la région de Lothian (environ les deux tiers de West Lothian et une partie des districts de la City d'Edinburgh) et une partie de la région Central (une partie du district de Stirling)                                                     |